# Банци
Банци (итал. Banzi) — коммуна в Италии, расположена в регионе Базиликата, подчиняется административному центру Потенца.
Население составляет 1513 человек (на 2001 г.), плотность населения составляет 18 чел./км². Занимает площадь 82 км². Почтовый индекс — 85010. Телефонный код — 0971.
Покровителем населённого пункта считается святой мученик Вит. Праздник ежегодно празднуется 15 июня.
Первые поселения на место Банци существовали уже в архаичный период. С приходом римлян получила название Бантия (лат. Bantia). Местность известна тем, что здесь была обнаружена так называемая Tabula Bantine, в которой содержится важный фрагмент древнего языка осков.